# Cellone
Le cellone est un grand violoncelle inventé en 1882 par le luthier allemand Alfred Stelzner. Il se présente comme un violoncelle, mais l'accord est mi, la, ré, sol, une quarte en dessous du violoncelle commun, et deux octaves en dessous du violon. La partition est écrit dans la clé de fa. La longueur du corps de l'instrument et sa largeur est légèrement supérieure à celle du violoncelle, mais le son semble beaucoup plus grave et profond que le violoncelle normal,.
Il est rarement utilisé par les compositeurs. Un des rares ouvrages où il est utilisé, est le Sextuor en ré majeur pour violon piccolo, violon, alto, violotta, violoncelle et cellone, op. 68 (1896), d'Arnold Krug.

## Discographie
- Hommage à Stelzner - Naomi Gjevre et Javier Pinell, violons ; James Przygocki, alto ; John Thomson, violotta ; Barbara Thiem, violoncelle ; Richard Rognstad, cellone (2005, AK Coburg DR 0010) (OCLC 314673015) Ce disque contient des œuvres de Felix Draeseke et Arnold Krug.